# Jeanette Maus
Jeanette Maus (Everett, Washington, 14 de junio de 1981 - Los Ángeles, California, 24 de enero de 2021) fue una actriz y cineasta estadounidense, reconocida por aportar su voz en el videojuego Resident Evil Village, por su aparición en producciones de cine y televisión como Frayed, Your Sister's Sister, The Immaculate Conception of Little Dizzle, Those Guys y Dismissed, y por haber ejercido como productora y directora en diversos cortometrajes.
Se le diagnosticó cáncer colorrectal en abril de 2020. Falleció de la enfermedad el 24 de enero de 2021, a los treinta y nueve años.

## Filmografía destacada

### Cine, televisión y videojuegos
- 2021 - Resident Evil Village
- 2020 - Marry F*ck Kill
- 2020 - Charm City Kings
- 2020 - Twelve
- 2019 - Snuggle Party
- 2018 - Secret Island Adventure: Ripple one
- 2018 - The Brownlist
- 2017 - Ask Me Anything
- 2017 - Dismissed
- 2016 - The Stanford Letter
- 2015 - Stealing
- 2014 - Walking
- 2013 - Those Guys
- 2011 - Your Sister's Sister
- 2011 - The Epiphany
- 2010 - Our Time Together
- 2009 - Tell Me Who
- 2009 - The Immaculate Conception of Little Dizzle
- 2008 - Third Days Child
- 2008 - My Effortless Brilliance
- 2008 - What the Funny
- 2007 - Frayed